# Leymah Gbowee

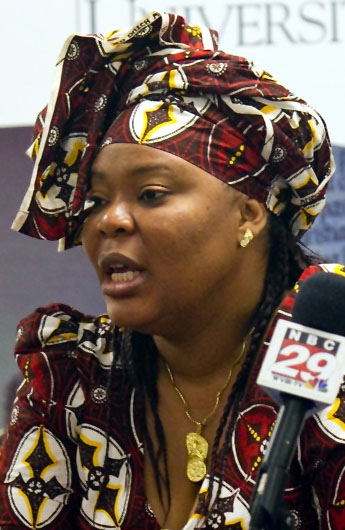
Leymah Gbowee (2011)

Leymah Roberta Gbowee (* 1. Februar 1972 in Monrovia) ist eine Bürgerrechtlerin und Politikerin aus Liberia. 2011 wurde ihr der Friedensnobelpreis verliehen.

## Leben
Leymah Roberta Gbowee verbrachte ihre Kindheit im Landesinneren und kehrte als 17-jährige Jugendliche in die Hauptstadt Monrovia zurück, als der erste liberianische Bürgerkrieg das Land erschütterte. Leymah Gbowee arbeitete zuerst als Streetworkerin, um den traumatisierten Kindern und Jugendlichen zu helfen.
Von September 1995 bis März 1996 arbeitete sie als Beraterin und Sachbearbeiterin des Gesundheitsministeriums in einer Einrichtung für Bürgerkriegsflüchtlinge. Zwischen Dezember 2001 und Dezember 2005 wurde Leymah Gbowee Programm-Koordinatorin bei „Women in Peacebuilding“ (WANEP). Im Jahr 2002 organisierte sie die Gründung der Bewegung Women of Liberia Mass Action for Peace. Diese Aktion begann mit öffentlichen Gebeten und Protestgesängen auf den Marktplätzen der Hauptstadt. Die Aktionen dienten als gewaltfreie Protestform der Mütter und Frauen, sie fanden große Akzeptanz in der Bevölkerung und erhielten schon nach kurzer Zeit einen starken Zulauf. Die Teilnehmerinnen zogen sich als gemeinsames Erkennungsmerkmal weiße Kleidungsstücke an – Zeichen der Reinheit und des Friedenswillens. Die Aktionen richteten sich gegen die chaotischen und brutalen Übergriffe der Kombattanten und prangerten auch die Taylor-Regierung an.
Ab den 4. Juni 2003 fanden die Friedensgespräche zwischen dem damaligen Präsidenten Taylor und den Rebellen statt. Die Gespräche wurden von General Abdulsalami Abubakar geleitet, dem ehemaligen Präsidenten von Nigeria, und dauerten circa zwei Wochen. Während dieser Gespräche fingen Taylors Armeen an, zahlreiche Dörfer in Liberia zu zerstören und deren Bewohner zu vergewaltigen und zu töten. Die Gespräche standen kurz vor dem Ende, ohne eine Einigung getroffen zu haben, weshalb Leymah Gbowee drohte, sich vor allen Anwesenden auszuziehen. Nach afrikanischer Kultur können Männer verflucht werden, wenn sie mit ansehen müssen, wie sich eine verheiratete oder schon ältere Frau aus freien Stücken komplett auszieht. Aber es zeigte Wirkung. Die Friedensgespräche wurden verlängert und drei Tage später unterzeichneten beide Seiten das Accra Comprehensive Peace Agreement.
Aufsehen erregte auch ihr Aufruf 2003 an die liberianischen Frauen zum „Sexstreik“ – nach dem Vorbild des antiken Lysistrata-Themas, wo Männer durch permanenten Sex-Entzug zu einer pazifistischen Politik gezwungen werden.
Zwischen Februar 2004 und Oktober 2005 war sie designiertes Mitglied der Kommission für Wahrheit und Versöhnung von Liberia.
Von Juni 2006 bis Mai 2007 wurde sie regionale Beraterin des Women Peace and Security Network Africa (WIPSEN-Afrika) und wurde im Juli 2007 zum Executive Director ernannt.
Leymah Roberta Gbowee besitzt einen Master-Abschluss der Eastern Mennonite University in Harrisonburg (Virginia).
Für ihren gewaltfreien Kampf für die Sicherheit von Frauen und Frauenrechte erhielt sie 2011 gemeinsam mit Ellen Johnson Sirleaf, ebenfalls aus Liberia, und der Jemenitin Tawakkul Karman den Friedensnobelpreis.

## Ehrungen

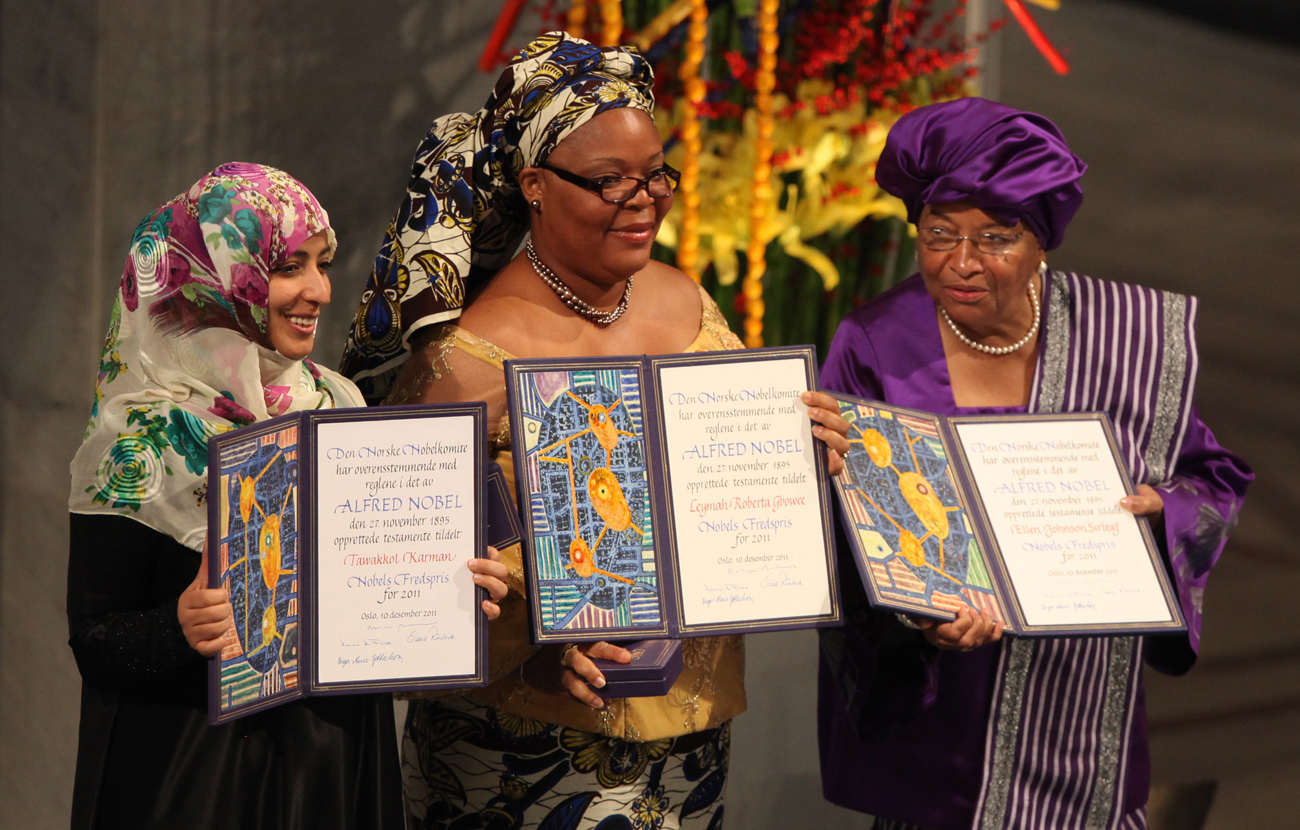
Tawakkul Karman, Leymah Gbowee und Ellen Johnson Sirleaf bei der Verleihung des Friedensnobelpreises 2011.

In Anerkennung der Arbeit, die sie für den Friedensprozess in Liberia geleistet hat,
erhielt sie:
- 2007 von der Harvard University, Kennedy School of Government, den „Blue Ribbon Award“;
- 2008 war sie Ehrengast der Galaveranstaltung des Global Fund for Women;
- im Oktober 2009 erhielt Frau Gbowee den Gruber-Preis für Frauenrechte in Saint Thomas auf den Virgin Islands,
- im November 2009 den Crystal Award for Building Peace des Victor E. Ward Educational Fund of Liberia.[1]
- im November 2009 den "Ehrenpreis für mutiges Engagement für Menschenrechte von Frauen" des Filmfestes FrauenWelten von Terre des Femmes.[6]
- Leymah Roberta Gbowee wurde im Jahr 2011 zusammen mit Ellen Johnson Sirleaf und Tawakkul Karman mit dem Friedensnobelpreis ausgezeichnet.[2]
- im November 2018 den Internationalen Demokratiepreis Bonn[7]

Leymah ist die Hauptfigur des Dokumentarfilms Pray the Devil Back to Hell, der 2008 beim Tribeca Film Festival vorgestellt wurde.

## Veröffentlichung
- Mighty be Our Powers. Beast Books, New York 2011, ISBN 978-0-984-29515-9.
  - Wir sind die Macht. Unter Mitarbeit von Carol Mithers, Klett-Cotta, Stuttgart 2012, ISBN 978-3-608-94739-7.